# تشوي يي-نا
تشوي يي نا، المعروفة بإسم يينا (بالكورية: 최예나)‏ هي مغنية وممثلة كورية جنوبية، ولدت يوم 29 سبتمبر 1999 في سول في كوريا الجنوبية.

## روابط خارجية
- تشوي يي-نا على موقع IMDb (الإنجليزية)
- تشوي يي-نا على موقع ميوزك برينز (الإنجليزية)
- تشوي يي-نا على موقع ديسكوغز (الإنجليزية)
- تشوي يي-نا على موقع قاعدة بيانات الفيلم (الإنجليزية)